# Xã Grover, Quận Johnson, Missouri
Xã Grover (tiếng Anh: Grover Township) là một xã thuộc quận Johnson, tiểu bang Missouri, Hoa Kỳ. Năm 2010, dân số của xã này là 656 người.